# Carl Heinrich von Dieskau
Carl Heinrich von Dieskau, zeitgenössisch meist von Dießkau, (* 30. August 1706; † 16. Mai 1782 in Merseburg) war ein königlich-polnischer und kurfürstlich-sächsischer Kammerherr, Kreishauptmann, Steuereinnehmer und Rittergutsbesitzer. Er besaß das Gut Knauthain bei Leipzig.

## Leben
Er stammte aus der sächsischen Adelsfamilie von Dieskau und war der Sohn von Carl Hildebrand von Dieskau und dessen Ehefrau einer geborenen Vitzthum von Eckstädt. Mer hahn en neue Oberkeet von Johann Sebastian Bach ist ihm gewidmet.
1766 verkaufte er aus finanziellen Gründen einen Teil des ererbten elterlichen Besitzes. Er starb ohne Hinterlassung von männlichen Lehnserben.